# جک و جیل (فیلم ۲۰۲۲)
جک و جیل (انگلیسی: Jack and Jill) (به هندی: Jack N' Jill) فیلم کمدی علمی تخیلی هندی مالایالم، تولید سال ۲۰۲۲ است که کارگردانی آن را سانتوش سیوان برعهده داشته‌است. نقش‌های اصلی فیلم را مانجو واریر، کالیداس جایارام، سوبین شهیر، شایلی کریشن و استر آنیل بازی کرده‌اند. فیلم بیانگر بازگشت سانتوش سیوان به سینما مالایالم در نقش فیلمبردار و کارگردان، بعد از حدود هفت سال دور بودن از آن در این امور، در این بخش از صنعت فیلم‌سازی هند است. فیلم جک و جیل در روز ۲۰ مهٔ ۲۰۲۲ اکران گردید. این فیلم از لحاظ گیشه فروش شکست بدی را متحمل شد.